# 亚历山大·维克托罗维奇·沃罗比约夫
亚历山大·维克托罗维奇·沃罗比约夫（羅馬化：Aleksandr Viktorovich Vorob'yov；1962年3月28日—）是俄罗斯足球教练和苏联球员。他曾于1981年与顿河畔罗斯托夫SKA足球俱乐部一同获得1981年苏联杯冠军。1984年8月19日，沃罗比约夫代表苏联队踢了一场比赛，那是一场对阵墨西哥的友谊赛，也是他唯一次代表苏联队。
他的儿子安德烈·沃罗比约夫同样是一位职业足球运动员。